# Carrodano
Carrodano là một đô thị ở tỉnh La Spezia trong vùng Liguria của Ý, có cự ly khoảng 60 km về phía đông nam của Genoa và khoảng 20 km về phía tây bắc của La Spezia. Tại thời điểm ngày 31 tháng 12 năm 2004, đô thị này có dân số 532 người và diện tích là 21 km².
Carrodano giáp các đô thị sau: Borghetto di Vara, Carro, Deiva Marina, Framura, Levanto, Sesta Godano.